# Mistrovství Československa v boxu 1983
Mistrovství Československa v boxu proběhlo na Olomouci ve dnech 23. až 26. června 1983. 

## Výsledky
|          | Zlato                                   | Stříbro                              | Bronz                                                             |
| -------- | --------------------------------------- | ------------------------------------ | ----------------------------------------------------------------- |
| –48 kg   | Ivan Miško (Dukla Olomouc)              | Miroslav Toráč (TJ Vítkovice)        | Krekáč (Spartak Komárno) Žilla (TJ ZŤS Martin)                    |
| –51 kg   | Maron (Dukla Olomouc)                   | Stanislav Tišer (TJ US Praha)        | Baláš (TJ OSP Galanta) Tanko (RH Ústí nad Labem)                  |
| –54 kg   | József Ferenczi (Spartak Komárno)       | Pavel Madura (RH Ústí nad Labem)     | Miroslav Vrba (ZH Ústí nad Labem) Mikula (TJ OSP Galanta)         |
| –57 kg   | Miroslav Šandor (Dukla Olomouc)         | Štefan Držík (Spartak Dubnica)       | Kynirs (Spartak Komárno) J. Vrba (TJ Vítkovice)                   |
| –60 kg   | Tibor Puha (Dukla Olomouc)              | M. Boko (Spartak Dubnica)            | Šíma (TJ Škoda České Budějovice) Suchánek (TJ Vítkovice)          |
| –63,5 kg | Jaroslav Polák (RH Ústí nad Labem)      | Štefan Cirok (TJ Elitex Nitra)       | Szabó (Dukla Olomouc) Dančišák (TJ Hydrostav Jaslovské Bohunice)  |
| –67 kg   | Padevět (TJ US Praha)                   | Růžička (Dukla Olomouc)              | Robért Král (Spartak Dubnica) Bohumil Němeček (RH Ústí nad Labem) |
| –71 kg   | Dušan Hečko (Dukla Olomouc)             | Stanislav Lašček (TJ ZŤS Martin)     | Rostislav Osička (TJ US Praha) Jozef Vajda (TJ OSP Galanta)       |
| –75 kg   | Vojtěch Rückschloss (RH Ústí nad Labem) | Štádler (RH Ústí nad Labem)          | Schober (TJ Škoda České Budějovice) Kulich (Dukla Olomouc)        |
| –81 kg   | Jaroslav Ligoš (RH Ústí nad Labem)      | Daniel Stantien (Dukla Olomouc)      | Sovík (Dukla Olomouc) Miroslav Mičjan (Spartak Dubnica)           |
| –91 kg   | Smetana (Dukla Olomouc)                 | Ladislav Husárik (RH Ústí nad Labem) | Šumina (TJ OSP Galanta) Frančák (TJ ZŤS Martin)                   |
| 91+ kg   | Artur Laburda (RH Ústí nad Labem)       | László Paszterkó (TJ OSP Galanta)    | Šubák (Spartak Komárno) Jaroslav Bagin (Spartak Dubnica)          |